# Pygeretmus shitkovi
Pygeretmus shitkovi és una espècie de mamífer rosegador de la família dels dipòdids. Viu al sud-est del Kazakhstan i possiblement a la Xina. S'alimenta de llavors i les parts verdes de la vegetació, principalment Climacoptera brachiata, una planta suculenta. El seu hàbitat natural són les zones argiloses o salines a la vora dels llacs i rius en procés de dessecació. Està amenaçat pel canvi climàtic, que ha modificat el seu entorn.
Aquest tàxon fou anomenat en honor del zoòleg rus/soviètic Borís Mikhàilovitx Jitkov.